# Bezirk Przeworsk

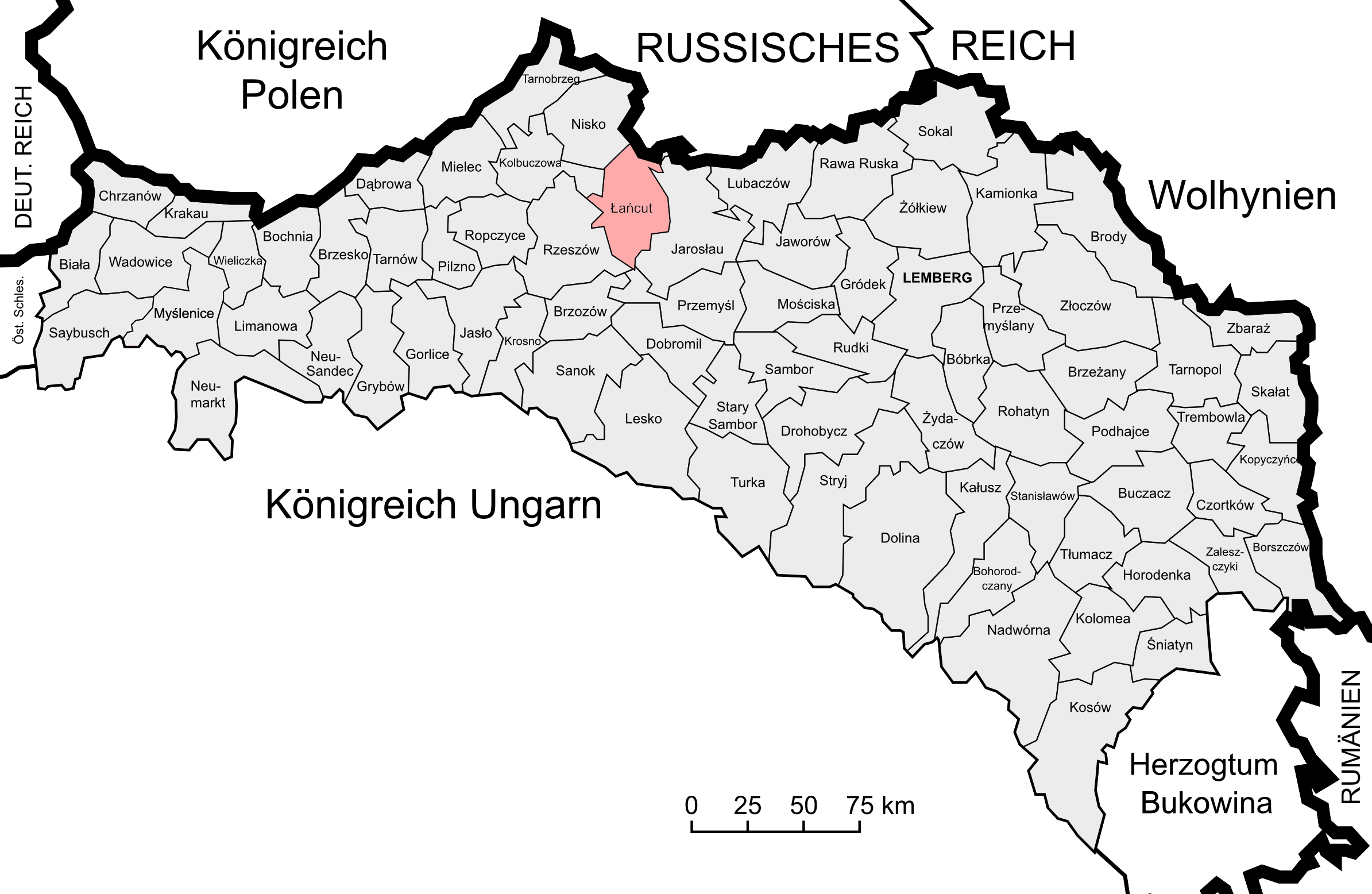
Lage des Bezirks Przeworsk (als Teil des Bezirks Łańcut) im Kronland Galizien und Lodomerien

Der Bezirk Przeworsk war ein politischer Bezirk im Kronland Galizien und Lodomerien. Sein Gebiet umfasste Teile Westgaliziens im heutigen Polen (Powiat Przeworsk), Sitz der Bezirkshauptmannschaft war der Markt Przeworsk. Nach dem Ersten Weltkrieg musste Österreich den gesamten Bezirk an Polen abtreten, hier sind große Teile heute im Powiat Przeworski zu finden.
Er grenzte im Nordosten und Osten an den Bezirk Jaroslau, im Süden an den Bezirk Przemyśl, im Südwesten an den Bezirk Rzeszów sowie im Nordwesten an den Bezirk Łańcut.

## Geschichte
Ein Vorläufer des späteren Bezirks (Verwaltungs- und Justizbehörde zugleich) wurde zum Ende des Jahres 1850 geschaffen, die Bezirkshauptmannschaft Przeworsk war dem Regierungsgebiet Krakau unterstellt und umfasste folgende Gerichtsbezirke:
- Gerichtsbezirk Przeworsk
- Gerichtsbezirk Próchnik
- Gerichtsbezirk Leżaysk
- Gerichtsbezirk Grodzisko

Nach der Kundmachung im Jahre 1854 kam es am 29. September 1855 zur Einrichtung des Bezirksamtes Przeworsk (weiterhin für Verwaltung und Gerichtsbarkeit zuständig) innerhalb des Kreises Rzeszów.
Das Bezirksamt wurde dann am 28. Februar 1867 aufgelöst und das Bezirksgebiet in den Bezirk Łańcut eingegliedert.
Der Bezirk wurde am 1. November 1899 durch das Ausscheiden des Gerichtsbezirks Przeworsk aus dem Bezirk Łańcut geschaffen.
Der Bezirk Przeworsk bestand bei der Volkszählung 1910 aus 48 Gemeinden sowie 38 Gutsgebieten und umfasste eine Fläche von 403 km². Hatte die Bevölkerung 1900 noch 50.282 Menschen umfasst, so lebten hier 1910 57.044 Menschen. Auf dem Gebiet lebten dabei mehrheitlich Menschen mit polnischer Umgangssprache (98 %) und römisch-katholischem Glauben, Juden machten rund 7 % der Bevölkerung aus.

## Ortschaften
Auf dem Gebiet des Bezirks bestanden 1910 Bezirksgerichte in Przeworsk, diesen waren folgende Orte zugeordnet:
Gerichtsbezirk Przeworsk:
- Białoboki
- Budy Przeworskie
- Chałupki
- Chodakówka
- Dębów
- Gać
- Głogowiec
- Gniewczyna Łańcucka
- Gniewczyna Tryniecka
- Gorliczyna
- Gorzyce
- Grzęska
- Hadle Kańczuckie
- Hucisko Jawornickie
- Jagieła
- Markt Kańczuga
- Krzeczowice
- Łopuszka Mała
- Łopuszka Wielka
- Maćkówka
- Manasterz
- Markowa
- Medynia Kańczucka
- Mirocin
- Mokra Strona
- Niżatyce
- Nowosielce
- Ostrów bestehend aus den Ortsteilen Mikulice, Ostrów und Wolica
- Pantalowice
- Markt Przeworsk
- Rozbórz
- Siedleczka
- Siennów
- Sietesz
- Studzian
- Świętoniowa
- Tarnawka
- Tryńcza
- Ubieszyn
- Ujezna
- Urzejowice
- Widaczów
- Wólka Małkowa
- Wólka Ogryzkowa
- Zagórze
- Żuklin